# (500336) 2012 SD41
(500336) 2012 SD41 es un asteroide perteneciente al cinturón de asteroides, descubierto el 26 de agosto de 2012 por el equipo del Pan-STARRS desde el Observatorio de Haleakala, Hawái, Estados Unidos.

## Designación y nombre
Designado provisionalmente como 2012 SD41.

## Características orbitales
2012 SD41 está situado a una distancia media del Sol de 2,838 ua, pudiendo alejarse hasta 3,306 ua y acercarse hasta 2,369 ua. Su excentricidad es 0,165 y la inclinación orbital 4,964 grados. Emplea 1746,67 días en completar una órbita alrededor del Sol.

## Características físicas
La magnitud absoluta de 2012 SD41 es 16,4.